# Xã Bradford, Quận Lee, Illinois
Xã Bradford (tiếng Anh: Bradford Township) là một xã thuộc quận Lee, tiểu bang Illinois, Hoa Kỳ. Năm 2010, dân số của xã này là 324 người.